# Goçguly Goçgulyýew
Goçguly Goçgulyýew (Balkanabat, RSS de Turkmenistán; 26 de mayo de 1977) es un exfutbolista de Turkmenistán que jugaba en la posición de defensa. Actualmente es entrenador asistente del Altyn Asyr FK.

## Carrera

### Club
| Periodo   | Club                      |
| --------- | ------------------------- |
| 1994      | Arkaç Serdar              |
| 1995      | Balkan FK                 |
| 1996      | Büzmeýin FK               |
| 1997–2000 | Köpetdag Aşgabat          |
| 1997-1998 | → Dagdan Aşgabat (cedido) |
| 2001      | FC Irtysh Pavlodar        |
| 2002–2005 | Pakhtakor Tashkent        |
| 2006      | FC Kairat                 |
| 2007–2010 | FC Bunyodkor              |
| 2011–2012 | FC Gara Altyn             |

### Selección nacional
Jugó para Turkmenistán en 26 ocasiones del 2000 al 2012 y anotó un gol; participó en la Copa Asiática 2004.

## Logros
- Uzbek League (7): 2002, 2003, 2004, 2005, 2008, 2009, 2010
- Uzbekistani Cup (2): 2008, 2010